# スチュアート・ホイットマン
スチュアート・ホイットマン（Stuart Whitman、1928年2月1日 - 2020年3月16日）は、アメリカ合衆国の俳優。

## 略歴
カリフォルニア州サンフランシスコ生まれ。1945年6月にワシントンの陸軍工兵隊に入隊し、ここでボクシングの選手として活躍。1948年9月に除隊し、俳優を志してロサンゼルス・シティ・カレッジとベン・バード・ドラマ・スクールで学ぶ。1951年に『地球最後の日』で映画デビュー。1958年から1965年まで20世紀フォックスと契約、二枚目スターとして活躍し、1961年の映画『愛の絆』では第34回アカデミー賞主演男優賞にノミネートされた。
ハリウッド・ウォーク・オブ・フェームに名前が刻まれている。

## 主な出演作品

### 映画
- 地球最後の日 When Worlds Collide（1951）
- 地球の静止する日 The Day the Earth Stood Still（1951）
- 零号作戦 One Minute to Zero（1952）
- 平原の待伏せ The Man from the Alamo（1953）
- わたしの願い All I Desire（1953）
- バグダッドの黄金 The Veils of Bagdad（1953）
- 地獄の道連れ Appointment in Honduras（1953）
- 逮捕命令 Silver Lode（1954）
- 怒りの刃 Passion（1954）
- ブリガドーン Brigadoon（1954）
- ラプソディー Rhapsody（1954）
- わが愛は終りなし Interrupted Melody（1955）
- 七人の無頼漢 Seven Men from Now（1956）
- アパッチ騎兵隊 War Drums（1957）
- B52爆撃隊 Bombers B-52（1957）
- 特攻決死隊 Darby's Rangers（1958）
- 戦火 China Doll（1958）
- 秘めたる情事 Ten North Frederick（1958）
- フォート・ブロックの決斗 These Thousand Hills（1959）
- 疑惑の愛情 Hound-Dog Man（1959）
- 悶え The Sound and the Fury（1959）
- 殺人会社 Murder, Inc.（1960）
- 砂漠の女王 The Story of Ruth（1960）
- ズール族の襲撃 The Fiercest Heart（1961）
- 剣と十字架 Francis of Assisi（1961）
- コマンチェロ The Comancheros（1961）
- 愛の絆 The Mark（1961）
- 第三の脱獄 Reprieve（1962）
- 史上最大の作戦 The Longest Day（1962）
- 残虐療法 Shock Treatment（1964）
- リオ・コンチョス Rio Conchos（1964）
- 逆転殺人 Signpost to Murder（1964）
- カラハリ砂漠 Sands of the Kalahari（1965）
- 素晴らしきヒコーキ野郎 Those Magnificent Men in Their Flying Machines（1965）
- 殺しの逢びき An American Dream（1966）
- 掠奪戦線 The Last Escape（1970）
- 地獄のアパッチ Captain Apache（1971）
- 母親クーガーの一生 Run, Cougar, Run（1972）
- ビッグ・マグナム77 Blazing Magnum（1976）
- ホワイト・バッファロー The White Buffalo（1977）
- 悪魔の沼 Eaten Alive（1977）
- ガイアナ人民寺院の悲劇 Guyana: Crime of the Century（1979）
- オメガコップ1999／地球最後のデカ Omega Cop（1990）
- プライベート・ウォーズ Private Wars（1993）
- テキサス・レンジャー3 Walker Texas Ranger : Deadly Reunion（1994）
- 脅迫／彼女の選択 Trial by Jury（1995）

### TVドラマ、TV映画
- テキサス平原児 The Range Rider（1952）
- ロイ・ロジャース The Roy Rogers Show（1952～53）
- ガンスモーク Gunsmoke（1956）
- ドクター・クリスチャン Dr. Christian（1956）
- ハイウェイ・パトロール Highway Patrol（1956～57）
- 電撃戦用意! The Silent Service（1957）
- ハーバー・コマンド Harbor Command（1957）
- トラックダウン Trackdown（1957）
- 運命の標的 Target（1958）
- 西部の男パラディン Have Gun - Will Travel（1958）
- 決闘シマロン街道（決斗シマロン街道） Cimarron Strip（1967、68）
- 心臓コレクター The Man Who Wanted to Live Forever (1970)
- 華麗なる世界 Bracken's World (1970)
- FBIアメリカ連邦警察 The F.B.I.（1970、71、73）
- 海底都市 City Beneath the Sea（1971）
- 狙われた宝石 The Woman Hunter（1972）
- アメリカ式愛のテクニック Love, American Style（1973）
- 特攻野郎Aチーム The A-Team（1983、85）
- トップモデル諜報員 カバー・アップ Cover Up（1984）
- ナイトライダー Knight Rider（1984）
- ジェシカおばさんの事件簿 Murder, She Wrote（1984、86、87、92）
- ブリスコ・カウンティJr.／秘球の伝説 The Adventures of Brisco County Jr.（1993）
- タイムトラックス Time Trax（1993）
- 炎のテキサス・レンジャー Walker, Texas Ranger（1994）
- 地獄のヒーロー／ザ・プレジデント・マン The President's Man（2000）

## 吹き替えを担当した声優
- ささきいさお（佐々木功）
- 小林勝彦
- 宮部昭夫
- 大塚周夫